# Horst-Wessel-Lied
 Der er for få eller ingen kildehenvisninger i denne artikel, hvilket er et problem. Du kan hjælpe ved at angive troværdige kilder til de påstande, som fremføres i artiklen.

"Horst-Wessel-Lied" eller med originaltitlen "Die Fahne Hoch" var en sang som nazisterne brugte officielt fra 1930-1945.
I 1914 udgav det socialistiske musikforlag Josef Günter i Dresden en samling sange med titlen Arbejder-, Friheds- og Kampsange. Deri forekom en sang Die Fahne Hoch: Die Fahnen hoch, die Reihen fest geschlossen, Rotfront marschiert.... Melodien var kendt, så Horst Wessels sang er en lejlighedssang til en eksisterende melodi.
Sangen er skrevet af SA-Sturmführer Horst Wessel i 1927. Han blev skudt af kommunisten Albrecht Höhler i februar 1930. Joseph Goebbels gjorde  Wessel til martyr i nazi-bevægelsen. Sangen blev første gang sunget til Horst Wessels begravelse og blev flittigt brugt til nazistiske møder og marcher i gaderne. 
Da Adolf Hitler blev kansler i 1933, blev sangen ved lov gjort til nationalsang sammen med "Deutschlandlied". Det krævedes ved afsyngningen af 1. og 4. vers, at man løftede armen til Hitler-hilsen. I slutningen af filmen Viljens Triumf fra 1935 synger nazilederne sangen.
Efter det 3. riges undergang i 1945 blev Horst Wessel-sangen forbudt. Tekst og melodi har siden været forbudt i Tyskland og Østrig undtagen til undervisningsbrug. Det medførte i 2011 politiundersøgelse mod Amazon.com og Apple Inc., fordi de udbød sangen til salg på websiderne. De standsede salget.
| Den tyske originaltekst: | Dansk oversættelse: |
| --- | --- |
| 1. Die Fahne hoch! Die Reihen fest geschlossen! SA marschiert mit mutig festem Schritt. Kam'raden, die Rotfront und Reaktion erschossen, Marschier'n im Geist in unser'n Reihen mit. Kam'raden, die Rotfront und Reaktion erschossen, Marschier'n im Geist in unser'n Reihen mit. 2. Die Straße frei den braunen Batallionen. Die Straße frei dem Sturmabteilungsmann! Es schau'n aufs Hakenkreuz voll Hoffnung schon Millionen. Der Tag für Freiheit und für Brot bricht an! Es schau'n aufs Hakenkreuz voll Hoffnung schon Millionen. Der Tag für Freiheit und für Brot bricht an! 3. Zum letzten Mal wird zum Appell geblasen! Zum Kampfe steh'n wir alle schon bereit! Schon flattern Hitlerfahnen über allen Straßen. Die Knechtschaft dauert nur noch kurze Zeit! Schon flattern Hitlerfahnen über allen Straßen. Die Knechtschaft dauert nur noch kurze Zeit! 4. (identisk med første vers) Die Fahne hoch! Die Reihen fest geschlossen! SA marschiert mit mutig festem Schritt. Kam'raden, die Rotfront und Reaktion erschossen, Marschier'n im Geist in unser'n Reihen mit. Kam'raden, die Rotfront und Reaktion erschossen, Marschier'n im Geist in unser'n Reihen mit. | 1. Med fanen højt i vejret, med rækkerne fast sluttet! Marcherer SA med modigt taktfast skridt. Kammerater skudt af revolution og reaktion marcherer i ånden med i vores rækker. Kammerater skudt af revolution og reaktion marcherer i ånden med i vores rækker. 2. Ryd gaden for de brune bataljoner Gør vejen fri for SA-manden Millioner ser allerede mod hagekorset fuld af håb. Dagen for frihed og brød bryder frem!! Millioner ser allerede mod hagekorset fulde af håb Dagen for frihed og brød bryder frem! 3. For sidste gang blæses der til samling! Til kampen står vi alle allerede klar! Snart vajer hitlerfaner over alle gader. Trældommen varer kun kort tid endnu! Snart vajer hitlerfaner over alle gader Trældommen varer kun kort tid endnu! 4. (identisk med første vers) Med fanen højt i vejret, med rækkerne fast sluttet! Marcherer SA med modigt taktfast skridt. Kammerater skudt af revolution og reaktion marcherer i ånden med i vores rækker. Kammerater skudt af revolution og reaktion marcherer i ånden med i vores rækker. |